# Panopea generosa
Amêijoa-gigante é uma espécie de molusco bivalve marinho, cujo nome comum provém da língua lushootseed, da tribo Nisqually. É nativa das águas costeiras do oeste do Canadá e do noroeste dos Estados Unidos, nos dois países é chamada de geoduck ou panope du pacifique. É a maior amêijoa do mundo, pesando em média 1 kg, mas podendo chegar a 5 kg e até 1 metro de comprimento. A valva pode chegar a medir 1,2 m e o sifão mais de 1 m.
Entre 1983 e 2010, o nome científico desta amêijoa foi confundido com o de uma amêijoa extinta, a Panopea abrupta (Conrad, 1849) na literatura científica.
As amêijoa-gigantes são um dos organismos de maior longevidade do reino animal. O mais longo registo é de 168 anos, mas os indivíduos com mais de um século de vida são relativamente raros. A sua longevidade deve-se, entre outros motivos, a ter poucos predadores e ao facto de sugar água com plâncton pelo seu sifão, filtrando-a, e expelindo-a por um orifício separado no sifão. Os raros predadores no Alasca são as lontras-marinhas e os esqualiformes, além das estrelas-do-mar, que podem atacar o sifão exposto.
O animal fica submerso na areia a uma profundidade que vai dos 20 aos 300 cm, deixando sair apenas a ponta do sifão, e passa assim toda a sua vida adulta.
As amêijoa-gigantes fêmeas produzem ao longo da vida cerca de 5000 milhões de ovos, o que os torna num dos animais com potencialmente mais descendentes e um dos que produzem mais ovos. Porém, os ovos apresentam alta taxa de não-eclosão e os juvenis alta taxa de mortalidade, pelo que as populações são reduzidas ou estáveis. No Puget Sound, estudos indicam que o tempo de recuperação de uma população colhida é de 39 anos.

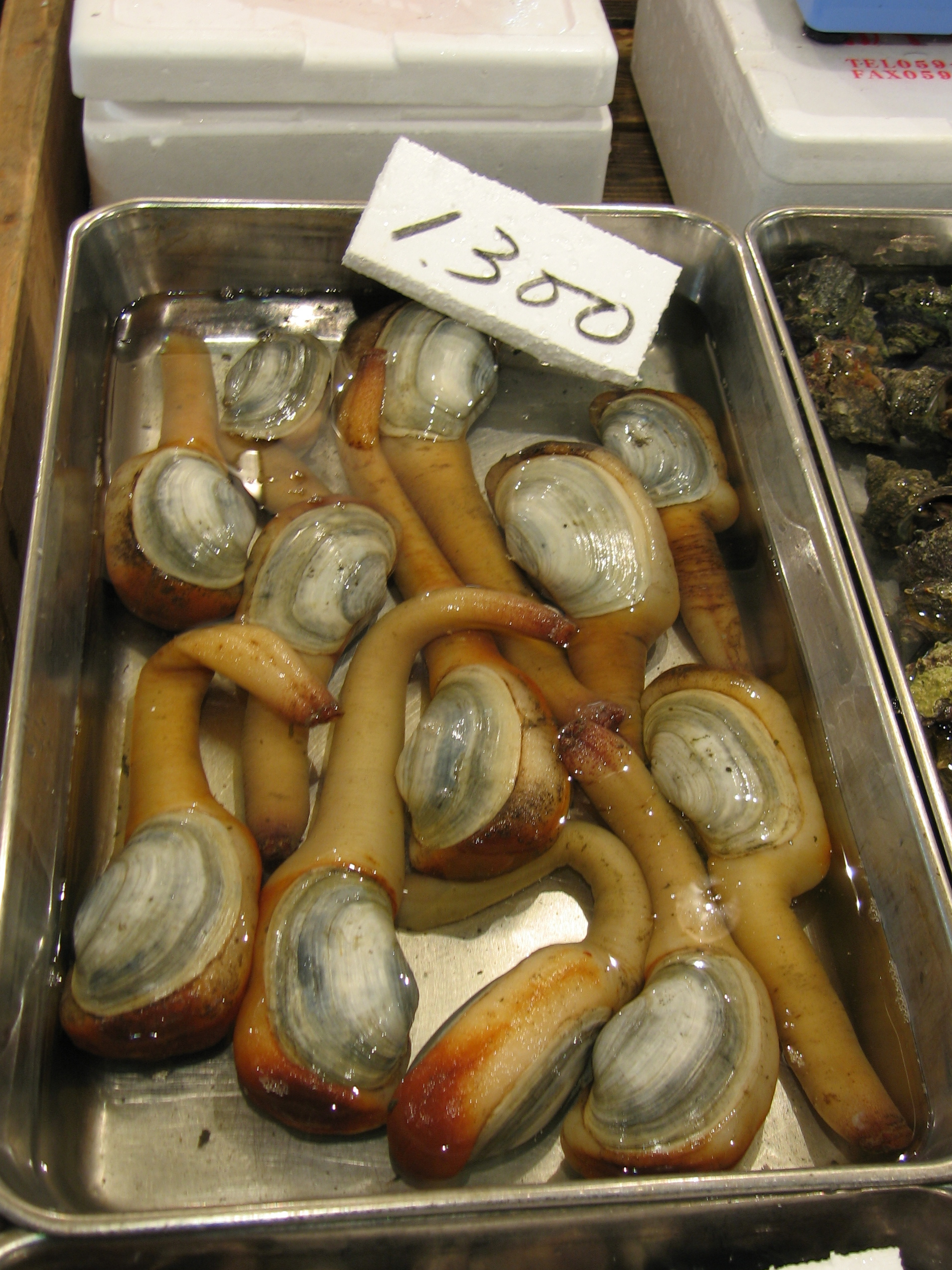
Amêijoa-gigante à venda no mercado de peixes de Tsukiji, em Tóquio

Há toda uma indústria de exploração deste animal, sendo consumido no Extremo Oriente alegadamente pelas suas propriedades afrodisíacas, devido ao seu aspeto fálico.
Atualmente a pesca de amêijoa-gigante é uma das mais regulamentadas e controladas do mundo: só se pode pescar uma certa quota anual, em determinados períodos fora da época reprodutiva, e os exemplares recolhidos deve ter um mínimo de tamanho, sendo inspecionado o conteúdo do hepatopâncreas em busca de substâncias perigosas, pois são organismos filtradores. Tanto é assim que é costume entre os pescadores colocá-los um certo tempo em recipientes com água corrente a fim de os depurar. Presentemente a venda do animal faz-se sobretudo em vivo (90% do total).
É muito popular na China, onde é tido por iguaria, sendo comido cru ou cozinhado num tipo de fondue. Na culinária da Coreia, as amêijoa-gigantes são comidas crus com molho picante, salteados, ou em sopas e guisados. No Japão é preparado em sashimi cru, mergulhado em molho de soja ou wasabi, sendo chamado mirugai ou mirukuigai. O sua carne tem uma consistência fibrosa e um sabor bastante umami.